# Еспресо
 Тази статия е за напитката.  За италианското списание вижте Еспресо (списание).  
Кафето еспресо (на италиански: caffè espresso) е вид кафе, най-консумираният и известен в Италия, който се приготвя по начин, разработен в Милано.
Получава се чрез изпичане и смилане на семената на кафе арабика и кафе робуста и се приготвя машинно съгласно процес на перколация под високо налягане на гореща вода. Обикновено, за да се получи добро еспресо за кафенетата, кафемелачката трябва да бъде оборудвана с центробежна спирална мелница – единствената подходяща за раздробяване на зърната на фини гранули с еднакъв размер; степента на финност на смилане трябва да бъде избрана въз основа на характеристиките на машината, сместа и условията на обкръжаващата среда на влажност и температура; като цяло е по-фино от това, от което се получава в кафеварката.
При този начин на приготвяне се получава концентрирано кафе с плътен светлокафяв слой крема. Поради по-доброто изпичане на кафеените зърна смляното кафе за еспресо съдържа по-малко кофеин от това кафе, което се приготвя за филтърно кафе. Освен това поради малкото количество вода (25 ml за еспресо спрямо 125 ml за филтърното кафе) концентрацията на кофеин е по-висока при еспресото. Но поради само 25-те секунди, през които се прави еспресото, в него се разтваря по-малко кофеин отколкото при филтърното кафе, както и други видове кафе, където има по-продължителен контакт между кафето и водата. По този начин като цяло чаша еспресо съдържа по-малко кофеин от други видове кафе. Въпреки че действителното съдържание на кофеин варира, типичната порция еспресо съдържа 120 до 170 mg, докато при филтърното кафе е 150 до 200 mg.
Кафето се сервира в малки предварително затоплени чаши за кафе с обем около 40 ml. Целта е да не се охлади малката порция на еспресото. Пие се подсладено или неподсладено и често се поднася с чаша вода.
Терминът „еспресо“ се отнася до неговото бързо приготвяне, направено на място – идея, която по-късно се използва и за първите му ефикасни плакати.
Еспресото е един от символите на „Произведено в Италия“ по света.

## Етимология
В българския език думата еспресо се свързва с кафе, приготвено чрез прекарване на водна пара под налягане през смлени зърна от кафе. Думите express, expres и espresso имат няколко значения в английския, френския и италианския езици. Първото значение е свързано с идеята „да се изстиска“ или да се извлече вкусът от кафето с помощта на пара под налягане. Второто значение е свързано със скоростта, като в израза „влак експрес“. Накрая, съществува понятието да направиш нещо „експресивно“ (т.е. специално) за някого. Първите еспресо машини на Безера и Павони през 1906 г. са приготвяли чашка кафе еднократно, „специално за вас“, за 45 секунди.

## История
Разтворимото кафе (на итал. caffè istantaneo) е родено в Торино през 1884 г. след изобретяването на машината за производството му, патентована от Анджело Мориондо с патент №. 33/256 от 16 май 1884 г. Впоследствие е създаден с патент от 20 ноември 1884 г. т. 34 №. 381. Изобретението е представено на Международното изложение в града същата година. След това изобретението е покрито с международен патент чрез регистрация в Париж на 23 октомври 1885 г. Това изобретение е родено от необходимостта да задоволи исканията на клиентите на неговия ресторант в центъра на Торино за по-кратко време от това, което позволяват методологиите, използвани до този момент.
Машината за разтворимо кафе може погрешно да бъде объркана с кафе машината за еспресо, но те се различават по технически характеристики и качеството на крайния продукт. Кафе машината за еспресо има свои собствени технически характеристики, които се различават от всяка друга машина, проектирана и конструирана за производство на кафе под формата на напитка. Тя позволява бързо да се достигне до крайния продукт и да се подобри неговия аромат, но преди всичко да се направи фино кремообразен, като се започне от чистата суровина – нещо уникално, което я прави известна в световен мащаб и особено представителна за италианския начин на живот.
Кафемашината за еспресо е изобретена и патентована през 1901 г. от миланеца Луиджи Бецера. Патентът с изцяло ново съдържание, въпреки студения език на бюрокрацията, описващ го като иновация, всъщност се състои от самата машина, във всичките ѝ части и в нейната цялост, която първа възприема една единствена филтърна дръжка, т.е. за една чаша – решение, от което никога повече не е изоставено. Машината е изцяло произведена в работилницата на ул. „Волта“ в центъра на Милано.
През 1902 г. патентът е закупен от Дезидерио Павони, който основава компанията „Павони“ и започва масово производство (по една на ден) в малък цех на ул. „Парини“ в Милано. За кратко време темпото на производство се разраства. Впоследствие торинецът Пиер Терезио Ардуино, вдъхновен от парния локомотив, измисля през 1910 г. машина с доста изискана естетика, която след това може да бъде намерена в кафенетата в цяла Италия. Все пак кафето, произведено с тези машини, е много различно от сегашното и вероятно може да ни се стори неприятно днес. Това е кафе, което не е много консистентно, не е кремообразно, много е горчиво и преди всичко се характеризира с прегорял вкус.
Крайъгълен камък в еволюцията на приготвянето на кафе е изобретението от 1938 г. на Акиле Гаджа – милански барман, който надхвърля използването на пара – технология, типична за машините, произвеждани дотогава, и въвежда система от бутала, които избутват високо температура вода през кафето на прах. Това е първата машина за еспресо под налягане. Крайният му продукт е кафето еспресо така, както го познаваме, вече не горчиво или прегоряло, както и плътно и кремообразно. Настоящите машини са просто техническо подобрение на кафе машината за еспресо, създадена от Гаджа, от неговата страст към качеството – резултат от задълбочени, упорити изследвания. Изследването е проведено успоредно с това на Антонио Кремонезе – собственик на кафене в Милано. Срещата между двамата е повратната точка в историята на кафе машината. И двамата са наясно с дотогава неизразения потенциал на кафето и са недоволни от нивото му на качество. И двамата търсят производствена техника, способна да прехвърли органолептичните характеристики на суровината в напитката. Те се срещат и поддържат контакт, споделяйки своите съответните изследователски пътища. И двамата изпълняват работата си в центъра на Милано. Акиле Гаджа в семейното кафене „Акиле“ на виале „Премуда“ 14 в района на Порта Венеция, а Кремонезе – в кафене „Моказанани“ на ул. „Торино“ в района на Миланската катедрала. Кремонезе подава патент № през 1936 г. 343 230 със сертифициране на метода, наречен „бутален кран за кафе машина за еспресо“. Това е първият патент за машина за приготвяне на кафе, която нарича своя продукт „еспресо“. Това е изоставянето на парната технология и създаването на първия крем кафе. През същата година Кремонезе умира преждевременно и Гаджа купува патента от неговата вдовица.
Изобретението е епохално и работата на Акиле Гаджа от този момент нататък е да го подобри и да го направи съвместимо с масовото производство. Той успява да управлява цялата фаза, в която водата под високо налягане преминава през смляното кафе с процеса, известен като преса (флаш система). Подава съответния патент №. 365726 от 5 септември 1938 г. освободен на 12 декември 1938 г. Патентът е абсолютната новост в начина на извличане на кафе и сублимира основополагащия мит не само за марка, но и за основен начин за консумация на кафе –кремообразно и консистентно, устойчиво на вкус и с интензивен аромат, уникален във всичките си характеристики и което е безпрецедентно. Това е изобретението на кафето, каквото е познато днес, и което се нарича еспресо и крем кафе.
През 1947 г. Гаджа регистрира втори патент с въвеждането на буталото и замяната на пресовата система с лост, който избутва водата в смляното кафе до 9/10 атмосфери. Водата при това ниво на налягане е в състояние да извлече ароматите, които придават типичната пълнота на вкуса и компонентите, които пораждат крема. Кафето е просмукано само от вода и напълно запазва своите обонятелни и вкусови характеристики „в чашата“. Особено интензивният аромат потвърждава огромния, много бърз успех на „еспресото крем кафе“ и прави този начин на вкус на кафе, по-късно наречен „по италиански“, един от най-известните символи на „произведено в Италия“.

## Приготвяне
От физическа гледна точка еспресото е напитка с обем 25 – 30 ml, получена от просмукване на гореща вода под налягане за около 25 секунди, която преминава през слой кафе (около 7 – 9 g) препечено, смляно и пресовано; докато преминава през кафето на прах, водното налягане (9 атмосфери) се изчерпва и напитката излиза при атмосферно налягане.
От химическа гледна точка това е твърдо-течна екстракция, при която разтворителят е горещата вода. Еспресо методът за приготвяне на кафе се отличава от другите методи преди всичко с използването на високо налягане на водата и нейната температура, която не достига точката на кипене.
Освен това особено финото смилане на изпеченото кафе предлага устойчивост на просмукваща вода, така че позволява извличането на липофилни и водоразтворими вещества, които придават на напитката в чашата уникални характеристики по отношение на крема, аромат, тяло и послевкус. От основно значение е свежестта на препечената смес; на практика, максимален аромат на еспресото се получава при отваряне на запечатаната опаковка на производителя; с течение на дните излагането на зърната на околния въздух води до гранясване на съдържащите се маслени вещества, което води до по-малко производство на крема и промяна на вкуса. Важно е да се подчертае, че смилането също е много важно в момента, тъй като 40% от ароматите вече са се изпарили 20 минути по-късно.
Чашата също има своето значение: конусовидната форма позволява точно да се вижда количеството, което изтича в нея, голямата дебелина, т.е. голямата маса спомага да се поддържа температурата на еспресото относително постоянна, а очевидно чашата трябва да е гореща преди наливането. Поради тази причина чашите в кафенетата се поставят върху машината, покрити с платнена салфетка. В допълнение към порцелановата чашка, сервирана с чинийката, кафето еспресо много често се сервира в малки стъклени чашки, използвани за консумация на спиртни напитки като водка, и се нарича кафе в стъкло.

## Крема
Крема представлява гъстата, златистокафява пяна, която се получава при правилно приготвеното еспресо. Кремата е съставена от маслото на кафеените зърна, протеини, захар и въглероден диоксид. При използването на кафе робуста се образува повече крема отколкото при по-вкусното кафе арабика. Поради това при смесите за еспресо машини се използва често минимум 10% съставка от робуста кафе. Освен това кафето трябва да бъде смляно много фино, за да се получи фина крема. Качеството и видът на кремата могат да покажат как е приготвено кафето, като например температурата. По-евтините машини за еспресо могат да притежават опция, с която да правят изкуствено крема, като запенват кафето. Една лъжичка кристална захар, поставена върху още неразбърканото кафе, трябва да остава върху истинската крема за 3 до 5 секунди.

## Сертифицирано италианско еспресо
Еспресото е един от символите на „Произведено в Итали“ по света. Сертифицираното италианско еспресо се ражда, за да защити неговата традиция и качество. Сертифицирането се основава на профила на Сертифицирано италианско еспресо, разработен от Италианския институт за еспресо в партньорство с Международния институт на дегустаторите на кафе (IIAC) и с ноу-хауто на Център за изследването на дегустаторите. Благодарение на изследване, включващо хиляди потребители, предпочитанията на хората по отношение на еспресото са определени и сравнени с преценката на експертите. От този процес се ражда профилът на Сертифицираното италианско еспресо, което прави възможно идентифицирането веднъж завинаги на перфектното еспресо.
Малка чаша с приблизително 25 милилитра кафе, украсена с консистентна крема с много фина текстура, цвят на лешник, клонящ към тъмнокафяво, оживен от кафяви отблясъци. Ароматът трябва да е интензивен и богат на нотки на цветя, плодове, шоколад и препечен хляб. В устата еспресото трябва да е плътно и кадифено, подходящо горчиво и никога стипчиво. Това е подчертано от хилядите тестове, проведени върху потребители, и десетките тестове с професионални дегустатори.
Техническите параметри определени от Италианския национален институт за еспресо за приготвяне на сертифицирано италианско еспресо са:
- Необходимо количество смляно кафе = 7 g ± 0,5 g
- Температура на водата на изхода на агрегата = 88 °C ± 2 °C
- Температура на кафето в чашата = 67 °C ± 3 °C
- Налягане на водата = 9 bar ± 1 bar
- Време = 25 s ± 5 s
- Вискозитет при 45 °C > 1,5 mPa·s
- Общо съдържание на мазнини > 2 mg/ml
- Кофеин < 100 mg/чаша
- Обем в чашата (Включително крема) = 25 ml ± 2,5 ml

## Варианти
- Късо кафе (на итал. caffè ristretto): получава се просто като се остави по-малко течност да потече в чашата, така че да се извлекат от смления кафе прах само първите фракции от кафе праха. Резултатът е кафе, което има интензивност, тяло и финес на аромата и също така е по-плътно (по-кремообразно). Концентрацията на кофеин е много ниска. Налягането е 9 – 10 бара, 15 – 25 милилитра.[14]
- Дълго кафе (caffè lungo): получава се чрез оставяне на повече вода да тече в чашата и резултатът е кафе с по-голямо разреждане, което представя различен ароматен финес поради по-голямото извличане на вещества, подчертана горчивина и по-голямо съдържание на кофеин. Налягането е 9 – 10 бара, 50 – 70 милилитра.[15]
- Американско кафе: еспресо, допълнено с гореща вода, най-често в съотношение около 1:5. Това кафе се сервира в голяма чаша от 150 – 180 ml или в чаша за капучино.
- Макиато (caffè macchiato): получава се чрез добавяне на малко количество мляко, студено или горещо, затова прясно приготвеното еспресо се нарича студено макиато или горещо макиато (в този случай добавеното мляко се разпенва). Освен мляко се използва, макар и по-рядко, сметана.[16] Модерното макиато изглежда като миниатюрно капучино: еспресото е пълно с млечна микропяна в чашата догоре.
- Кафе със сметана: еспресо, покрито с бита сметана, обикновено сервирано в чашка за кафе
- Кафе с алкохол (caffè corretto): кафе еспресо с добавка на малко количество алкохол, което трябва да се посочи при поръчка; обикновено се използва грапа или самбука; кафето може да се сервира в чашка за кафе (или малка чашка) с вече налят алкохол или с отделен алкохол. Испанският еквивалент е carajillo (cigaló или rebentat на каталонски), което също може да бъде получено с различни видове алкохол.
- Рексентин: във Венето има обичай да се прави т. нар. "rexentìn" (или също "raxentìn" в някои райони), т.е. „изплакване“: след изпиване на кафето с алкохол малко количество напитка остава на дъното на чашата, което се почиства, като го излее и изпие част от алкохола, използван за подправянето.[17]
- Безкофеиново кафе: еспресо, чийто смлян прах е преминал процес на екстракция на кофеина, преди да бъде използван за извличане на напитката
- Португалско кафе: вариант по средата между италианското късо кафе и френското еспресо е т. нар. „португалско кафе“, наричано още bica в южната част на страната и bocolino в Порто.[18]
- Виенско кафе: разпространено в района на Тривенето, то е еспресо с шоколад, бита сметана, канела или какао.

Освен това еспресото се използва като базова съставка при приготвянето на други видове кафе: капучино, кафелате, кафе моча, флет лайт.

## Еспресо в Космоса
МКС еспресо машина или МКСпресо (ISSpresso) е първата еспресо кафе машина, конструирана да се използва в Космоса и е произведена от Арготек и Лаваца в публично частно партньорство с Италианската космическа агенция. Първото космическо еспресо кафе е изпито от астронавтката Саманта Кристофорети на 3 май 2015 г.